# Rosoxacină
Rosoxacina este un antibiotic chinolonic de generație 1, utilizat în tratamentul unor infecții bacteriene.